# Te Amo (cântec de Rihanna)
"Te Amo" (română: "Te iubesc") este un cântec înregistrat de cântăreața barbadiană Rihanna pentru al patrulea album de studio, Rated R. A fost compus de Mikkel S. Eriksen, Tor Erik Hermansen, James Fauntleroy II și Rihanna, fiind produs de Stargate. A fost extras pe single, servind ca al trilea single internațional și al cincilea per total de pe album. A primit recenzii pozitive de la criticii de specialitate.